# Alto Boquete
Alto Boquete è un comune (corregimiento) della Repubblica di Panama situato nel distretto di Boquete, provincia di Chiriquí. Si estende su una superficie di 89 km² e conta una popolazione di 6.290 abitanti (censimento 2010).  